# Australobolbus walfordi
Australobolbus walfordi är en skalbaggsart som beskrevs av Henry Fuller Howden 1992. Australobolbus walfordi ingår i släktet Australobolbus och familjen Bolboceratidae. Inga underarter finns listade.